# Ulzana
Ulzana (vers 1821-1909), aussi connu sous le nom de Josanni, Jolsanie ou Ozaní ("Peau de daim tannée" ou Bį-sópàn – Big Buckskin), était un chef de guerre des Apaches Tsokanende, et le frère de Chihuahua. 

## Biographie
Les deux frères étaient des partisans loyaux et des lieutenants de Cochise. Ulzana est surtout connu pour avoir dirigé un raid célèbre en 1885 (qui a inspiré le film Fureur apache (1972)) en Arizona et au Nouveau-Mexique avec seulement 11 guerriers mogollons, parcourant 1 200 milles, tuant 36 Pindahs et Mexicains, terrifiant les colons, les cow-boys et les mineurs, volant le bétail et se moquant de 2 000 soldats lancés à ses trousses. Il perdit un seul guerrier, tué par un Apache de San Carlos, et atteignit sain et sauf le Mexique dans les derniers jours de décembre. Ulzana se rendit, avec son frère Chihuahua et le vieux Nana, le 3 mars 1886, lorsque 77 Apaches (15 guerriers, 33 femmes et 29 enfants) firent leur entrée au fort Bowie. Retenu dans la réserve, Ulzana y survécut jusqu’en 1909.